# Caisse de stabilisation
 (septembre 2012).
Si vous disposez d'ouvrages ou d'articles de référence ou si vous connaissez des sites web de qualité traitant du thème abordé ici, merci de compléter l'article en donnant les références utiles à sa vérifiabilité et en les liant à la section « Notes et références ».
La Caisse de stabilisation et de soutien des prix des productions agricoles (CSSPPA), plus connue sous le diminutif CAISTAB, était l'organisme étatique ivoirien chargé de gérer les filières du coton, du cacao et du café à l'échelle nationale, de sa création par Félix Houphouët-Boigny en 1964 jusqu'à son démantèlement en août 1999. 

## Rôle
À sa création en 1964, la Caisse de Stabilisation et de Soutien des Prix des Productions Agricoles (CAISTAB) est placée sous la présidence de Marcel Laubhouet, qui en fut le premier dirigeant et une figure clé de l'organisation jusqu’à son décès en 1984. Sous sa direction, la CAISTAB devint un acteur central de l’économie ivoirienne.
Le rôle principal de la CAISTAB était de servir d’intermédiaire entre les producteurs agricoles (notamment de cacao et de café) et les négociants, avec pour objectif de stabiliser les cours sur un marché mondial volatil. Concrètement, la CAISTAB achetait la production des planteurs à un prix fixé à l'avance (prix garanti), stockait les produits, puis les revendait progressivement à l’exportation.
Cette régulation permettait de lisser les cours tout au long de l’année, contrairement aux récoltes, qui sont saisonnières. Pour les planteurs, le fait de connaître à l’avance le prix de vente de leur production apportait une sécurité économique considérable. Cela leur a permis d’investir, de s’enrichir et de développer leurs exploitations. Grâce à ce système, la Côte d’Ivoire est devenue le premier producteur mondial de cacao (environ 40 % de la production mondiale), et la CAISTAB s’est imposée comme le principal organe d’État chargé de la régulation agricole.
La CAISTAB contrôlait toute la chaîne de commercialisation, de l’achat aux producteurs jusqu’à l’exportation. Elle continuait à payer le prix garanti aux planteurs même lorsque les cours mondiaux étaient bas, en profitant des périodes de prix élevés pour constituer des réserves. L'État engrangeait ainsi des bénéfices importants grâce à ces écarts de prix, gérés directement par la CAISTAB.
Les produits collectés étaient acheminés vers les centres de collecte où la Caisse effectuait un premier contrôle (qualité, respect du prix garanti, etc.). Si le produit était conforme, un document appelé « lettre de voiture » était délivré. Véritable carte d’identité du lot, cette lettre précisait les informations essentielles (origine, destination, propriétaire, etc.), autorisait le transport à l’étape suivante et donnait droit au remboursement des frais de transport.
Les produits étaient ensuite dirigés vers les entrepôts des exportateurs ou les usines, où un contrôle d’entrée enregistrait les tonnages destinés au conditionnement final pour l’exportation. Aucune vente ne pouvait se faire sans l’autorisation de la Caisse.
Deux modes de vente existaient :
- La vente caisse : la CAISTAB vendait directement à un client étranger, choisissait l’exportateur, et lui confiait la livraison.
- La vente libre : l’exportateur trouvait lui-même un acheteur étranger, puis soumettait son contrat à la Caisse, précisant le prix, la qualité, la destination et la période d’embarquement. La CAISTAB pouvait alors accepter, refuser ou faire une contre-proposition.

Chaque début de campagne, la Caisse fixait deux prix garantis : le prix bord-champ (payé aux producteurs) et le prix à l’exportation (prix CAF garanti). Un barème de coûts détaillait les marges et frais (transport, conditionnement, stockage...) entre le centre de collecte et le port d’embarquement. Ce système visait à assurer un équilibre entre revenu paysan, stabilité économique et performance à l’exportation.

## Dissolution de la Caisse ivoirienne de stabilisation des produits agricoles
La Caisse ivoirienne de stabilisation des produits agricoles, la « caistab », clef de voûte de l'économie ivoirienne pendant de nombreuses années, a fait d'une corruption généralisée (portant sur près de 260 millions de francs par trimestre à la fin des années 1990). La corruption présente à la Caistab est devenue trop visible, ainsi le FMI et la Banque mondiale demandent sa suppression. Elle est effective début 1999 et officielle en août. La disparition de cet organisme, qui, malgré la corruption, assurait un revenu minimal aux agriculteurs, a entraîné dans un premier temps une forte baisse des revenus des agriculteurs. Elle a été depuis remplacée par une nouvelle Caistab, simple organisme normatif et juridique chargé d'enregistrer les ventes et d'agréer les sociétés exportatrices dont l'État détiendra 25 % précise un communiqué du conseil des ministres . En novembre 2011, le gouvernement ivoirien envisage de dissoudre les structures qui ont pris la place de l'organisme en août 1999 pour recréer une nouvelle caisse de stabilisation, similaire à la première,.